# Muille-Villette

Muille-Villette este o comună în departamentul Somme, Franța. În 1 ianuarie 2022 avea o populație de 790 de locuitori.